# Ooctonus auripes
Ooctonus auripes är en stekelart som beskrevs av Whittaker 1931. Ooctonus auripes ingår i släktet Ooctonus och familjen dvärgsteklar. Inga underarter finns listade i Catalogue of Life.